# 크리스틴 코널리
크리스틴 노라 코널리(영어: Kristen Nora Connolly, 1980년 7월 12일 ~ )는 미국의 배우이다. 공포 영화 《캐빈 인 더 우즈》의 데이나 역, 드라마 《하우스 오브 카드》의 크리스티나 역이 유명하다.

## 출연 작품

### 영화
- 레볼루셔너리 로드(2008)
- 해프닝(2008)
- 미트 데이브(2008)
- 쇼퍼홀릭(2009)
- 캐빈 인 더 우즈(2012) - 데이나 포크 역
- 더 베이(2012) - 스테파니 역
- 익스-걸프렌즈(2012) - 로라 역
- 굿 메리지(2014) - 페트라 앤더슨 역
- 워스트 프렌즈(2014) - 조 역
- 더 위저드 오브 라이스(2017) - 스테파니 매도프 역

### tv 드라마
- 뉴 암스테르담(2008)
- 가이딩 라이트(2008) - 졸린 역
- 뉴욕 특수수사대(2008)
- 애즈 더 월드 턴즈(2008-09) - 조시 앤더슨 역
- 라이프 온 마스(2009)
- 굿 와이프(2011)
- 하우스 오브 카드(2013-14) - 크리스티나 갤러거 역
- 후디니(2014) - 베스 후디니 역
- 위스퍼스(2015) - 레나 로렌스 역
- 주(2015-17) - 제이미 캠벨 역